# Alfred Rényi
Alfréd Rényi (Budapeste, 20 de março de 1921 – Budapeste, 1 de fevereiro de 1970) foi um matemático húngaro com contribuições nos campos da combinatória, teoria dos grafos, teoria dos números mas principalmente na teoria das probabilidades.

## Vida
Rényi nasceu em Budapeste, filho de Artur Rényi e de Barbara Alexander. O seu pai era um engenheiro mecânico, enquanto sua mãe era filha de um filósofo e crítico literário, Bernát Alexander. Ele foi impedido de se matricular na universidade, em 1939, devido às leis anti- semíticas, então em vigor, mas  matriculou-se na Universidade de Budapeste em 1940 e terminou os estudos em 1944. Foi convocado para trabalhos forçados, escapou, e completou seu doutorado em 1947 na Universidade de Szeged, sob a orientação de Frigyes Riesz. Casou-se com Katalin Schulhof ( que usou o nome de casada de Kató Rényi), ela própria  uma matemática, em 1946, a sua filha Zsuzsanna nasceu em 1948. Depois de um breve período como assistente de cátedra em  Budapeste, foi nomeado professor extraordinário na Universidade de Debrecen, em 1949. Em 1950, fundou o Instituto de Pesquisas Matemáticas da Academia de Ciências da Hungria, agora com o seu nome, que dirigiu até sua morte precoce. Dirigiu o Departamento de Probabilidade e Estatística Matemática da Universidade Eötvös Loránd, a partir de 1952. Foi eleito membro correspondente (1949), membro de pleno direito (1956), da Academia de Ciências da Hungria.

## Trabalho
Rényi provou, utilizando o "grande crivo", que há um número {\displaystyle K} de tal modo que cada número par é a soma de um número primo e um número que pode ser escrita como o produto de a maioria dos números primos {\displaystyle K}. Teorema de Chen, um reforço deste resultado mostra que o teorema é verdadeiro para K = 2, para todos os números suficientemente grandes mesmo. O caso K = 1 é a conjectura de Goldbach ainda não foi provada.
Em teoria da informação, introduziu o espectro das entropias de Rényi de ordem α, dando uma generalização importante da entropia de Shannon e a divergência Kullback - Leibler. As entropias Renyi dão um espectro de índices de diversidade úteis, e levam a um espectro de dimensões fractais. O jogo Rényi - Ulam é um jogo de adivinhação, onde algumas das respostas pode estar incorrectas. Na teoria das probabilidades, ele também é conhecido por suas constantes de estacionamento, que caracterizam a solução para o seguinte problema: dada uma rua de determinado comprimento e carros de estacionamento comprimento constante em uma posição livre aleatória na rua, o que é a densidade de carros quando não há posições mais livres? A solução para esse problema é aproximadamente igual a 74,75979% ( sequência (sequência A050996 na OEIS).). Ele escreveu 32 trabalhos em conjunto com Paul Erdös, o mais conhecido dos quais são as suas publicações  introduzindo o modelo de Erdös - Rényi de grafos aleatórios

## Citações
Rényi, que era viciado em café, inventou a citação: "Um matemático é um dispositivo que transforma café em teoremas.",  que normalmente é atribuída a Paul Erdős. Foi sugerido que, esta frase for originalmente formulada em Alemão (Number Theory, Springer 1995), onde pode ser interpretada como um jogo de palavras pelo significado duplo da palavra Satz (teorema ou resíduo de café), mas é mais provável que a frase original fosse em húngaro.
Também é conhecido por ter dito "Se estou infeliz faço matemática para ficar feliz. Se estou feliz faço matemática para me manter feliz".

## Memória
O Prêmio Alfréd Rényi, atribuído pela Academia de Ciências da Hungria, foi criado em sua honra.

## Livros
- A. Rényi: Dialogues on Mathematics, Holden-Day, 1967.
- A. Rényi: A diary on information theory, Akadémiai Kiadó
- A. Rényi, Foundations of Probability,  Holden-Day, Inc., San Francisco, Califórnia, 1970, xvi + 366 pp
- A. Rényi, Probability Theory.  American Elsevier Publishing Company, Inc., New York, 1970, 666 pp.
- A. Rényi, Letters on Probability," Wayne State University Press, Detroit, 1972, 86pp.